# Trzebień (jezioro)
Trzebień (niem. Trepehner See) – jezioro rynnowe w Polsce, położone w województwie zachodniopomorskim, w powiecie choszczeńskim, w gminie Pełczyce.
Akwen leży na Pojezierzu Choszczeńskim, w granicach administracyjnych miasta Pełczyce.